# Walter Harlock
Walter Ernest Harlock, född den 14 juli 1866 i Banbury, död den 27 september 1951, var en engelsk filolog.
Harlock blev 1889 bachelor of arts i London och promoverades 1894 till master of arts. Han var 1891-1893 lektor i engelska vid Marburgs universitet och 1893-1900 vid Uppsala universitet samt i samma egenskap 1900-1931 anställd vid Kungliga Sjökrigsskolan och 1909-1923 därjämte vid Handelshögskolan i Stockholm. 
Utom uppsatser i periodiska publikationer utgav Harlock ordböcker. Svensk-engelsk ordbok (i förening med O.E. Wenström) från 1904 ersattes 1944 av en ny med samma namn, men med Harlock som ensam utgivare. Tillägget Skolupplaga markerade att det var en förkortad version av den mer omfattande ordbok, vars första band utkom 1936 (omfattande bokstäverna A-K).